# 清見村立夏厩小学校上小鳥分校
清見村立夏厩小学校上小鳥分校（きよみそんりつ なつまやしょうがっこう　かみおどりぶんこう）は、かつて岐阜県大野郡清見村（現・高山市清見町）に存在した公立小学校。

## 概要
- 夏厩小学校の分校であり、清見村大字上小鳥（現・高山市清見町上小鳥）が校区であった。
- 上小鳥地区には、かつて小鳥小学校（1873年開校）が存在していたが、移転し、夏厩小学校となっている。

## 沿革
上小鳥分校は1928年開校である。ここではそれ以前の上小鳥地区の学校についても記述する。
- 1873年（明治6年） - 上小鳥村に小鳥小学校が開校。
- 1875年（明治8年） - 
  - 森茂村、下林村、山田村、新宮村、下之切村、八日町村、三日町村、牧ヶ洞村、藤瀬村、福寄村、三ツ谷村、下本村、坂村、有巣村、二俣村、中野村、楢谷村、大原村、江黒村、大谷村、池本村、二本木村、夏厩村、上小鳥村、前原村、赤保木村、下切村、中切村、上切村が合併し、清見村が発足。
  - 開智学校に改称する。
- 1879年（明治12年） - 清見村大字二本木に移転。二本木小学校に改称する。上小鳥地区から学校が無くなる。
- 1928年（昭和3年）1月21日 - 上小鳥地区に冬季分教場として、夏厩尋常小学校上小鳥冬季分教場が開校。
- 1941年（昭和16年）4月1日 - 夏厩国民学校上小鳥冬季分教場に改称する。
- 1947年（昭和22年）4月1日 - 清見村立夏厩小学校上小鳥冬季分校に改称する。
- 1950年（昭和25年）4月1日 - 常設の分校となり、清見村立夏厩小学校上小鳥分校に改称する。旧・彦谷分校の校舎を移築する。
- 1963年（昭和38年） - 冬季分校となり、清見村立夏厩小学校上小鳥冬季分校に改称する。
- 1966年（昭和41年）3月31日 - 廃校。